# イリーナ・トカチュク
イリーナ・トカチュク（ロシア語: Ирина Ткачук, 英語: Irina Tkatchuk, 1983年7月9日 - ）は、ロシアイルクーツク出身の女性フィギュアスケート選手。2001年冬季ユニバーシアード競技大会優勝。

## 経歴
イルクーツク州のイルクーツクに生まれ、6歳のころにスケートを始めた。1999-2000年シーズンよりISUジュニアグランプリに出場し、JGPスケートスロベニアでの優勝を含め、2戦連続で表彰台にのぼりJGPファイナルへ進出した。JGPファイナルでは7位。ロシア選手権ではジュニアクラスで優勝を果たす。翌2000-2001年シーズン、冬季ユニバーシアード競技大会で優勝したものの、初出場の世界ジュニア選手権では10位に沈んだ。
2001-2002年シーズン、再びISUジュニアグランプリに出場し、JGPバルト杯では優勝を果たした。2度目の出場となったJGPファイナルでは最下位の8位に終わる。以後、競技会への出場はなく事実上の引退。

## 主な戦績
| 大会/年               | 1999-00 | 2000-01 | 2001-02 |
| --------------------- | ------- | ------- | ------- |
| ロシア選手権          | 1 J     | 7       |         |
| ユニバーシアード      |         | 1       |         |
| 世界Jr.選手権         | 10      |         |         |
| JGPファイナル         | 7       |         | 8       |
| JGPサルコウ杯         |         |         | 3       |
| JGPバルト杯           |         |         | 1       |
| JGPピルエッテン       | 3       |         |         |
| JGPスケートスロベニア | 1       |         |         |

- J = ジュニアクラス